# Stan Albeck
Charles Stanley Albeck, detto Stan (Chenoa, 17 maggio 1931 – 25 marzo 2021), è stato un cestista e allenatore di pallacanestro statunitense, professionista nella ABA e nella NBA.

## Carriera
Albeck ha iniziato la sua carriera da allenatore all'Adrian College di Adrian, nel Michigan. Il suo prossimo lavoro di head coach fu alla Northern Michigan University. Albeck è stato capo allenatore dell'Università di Denver dal 1968 al 1970. È stato il capo allenatore dei Denver Rockets durante la maggior parte della stagione 1970-1971. I Rockets avevano iniziato la stagione sotto la guida dell'allenatore Joe Belmont, ma Belmont fu licenziato dopo che la squadra perse 10 delle sue prime 13 partite. Albeck ha sostituito Belmont come capo allenatore dei Rockets. I Rockets andarono 27–44 sotto Albeck per finire la stagione con un record di 30 vittorie e 54 sconfitte. Hanno legato i Texas Chaparrals per il quarto posto nella Western Division (28 partite dietro gli Indiana Pacers) e il 1 aprile 1971 hanno perso una partita di playoff contro i Chaparrals, 115-109, per determinare chi sarebbe avanzato nella ABA Western Division semifinali. Durante la stagione, la presenza media in casa di Denver è scesa a 4.139 tifosi a partita dai 6.281 dell'anno prima. Una settimana dopo la sconfitta nei playoff, l'8 aprile 1971, Albeck fu sostituito da Alex Hannum come capo allenatore di Denver. Hannum si dimise da allenatore dei San Diego Rockets per diventare capo allenatore, direttore generale e presidente dei Rockets. Albeck divenne quindi direttore del personale dei giocatori per i Rockets. Durante la stagione 1972-1973 Albeck è stato assistente allenatore dei San Diego Conquistadors sotto la guida dell'allenatore K.C. Jones. Albeck è stato anche direttore del personale dei giocatori per i Conquistadors. Durante la maggior parte della stagione 1973-1974, ha servito sotto il capo allenatore Wilt Chamberlain. Chamberlain perse alcune partite, durante le quali Albeck subentrò come capo allenatore dei Conquistadors, vincendole tutte.
Albeck è stato assistente allenatore dei Kentucky Colonels durante la stagione 1974-1975 in cui la squadra ha vinto l'ABA Championship 1975. Tornò come assistente allenatore con i Colonels durante la loro ultima stagione nel 1975-1976. Albeck è stato assistente allenatore dei Los Angeles Lakers dal 1976 al 1979. Ha continuato diventando capo allenatore dei Cleveland Cavaliers dal 1979 al 1980. È stato capo allenatore dei San Antonio Spurs per tre stagioni dal 1980 al 1983. Durante il suo mandato, ha vinto NBA Coach of the Month nel marzo 1983. Dopo il lavoro con gli Spurs, Albeck è stato capo allenatore dei New Jersey Nets dal 1983 al 1985. Successivamente è stato capo allenatore dei Chicago Bulls per una stagione fino al 1986. La sua uscita da Chicago ha sollevato le sopracciglia intorno alla NBA poiché il suo sostituto, Doug Collins, era stato assunto dal general manager Jerry Krause solo 2 mesi prima come scout. L'assunzione di Collins è stata tenuta segreta ad Albeck, che è stato "stordito" dalla mossa e ha sentito che c'era "una mancanza di rispetto, dignità e sensibilità". Al momento del suo licenziamento, aveva il quarto miglior record tra gli allenatori NBA attivi. Le sue percentuali di allenatore di tutti i tempi sono state 0,535 nei suoi 7 anni come capo allenatore nella NBA.
Albeck ha continuato a lavorare come capo allenatore per la Bradley University, la sua alma mater, dal 1986 al 1991. Durante il suo mandato, la squadra terminò al primo posto la stagione regolare del 1988. Furono anche campioni del Missouri Valley Conference Tournament e avanzarono al torneo NCAA quello stesso anno. Albeck era un membro della Confraternita Sigma Chi, nonché un Sig significativo e un membro della loro Hall of Fame dei Sig significativi.
Dopo aver prestato servizio come assistente allenatore per gli Atlanta Hawks, Albeck è stato assistente allenatore per i Toronto Raptors. Ha subito un ictus debilitante nel dicembre 2001, circa mezz'ora prima di una partita casalinga contro i Miami Heat. Questo lo lasciò parzialmente paralizzato e lo costrinse al ritiro. Rimase in riabilitazione fino alla morte. Frequentava spesso le partite dell'AT&T Center con suo figlio.

## Statistiche

### Allenatore
| Stagione | Squadra             | Regular Season | Regular Season | Regular Season | Regular Season | Regular Season          | Post Season                                               |
| Stagione | Squadra             | V              | P              | % V            | G              | Posizione finale        | Post Season                                               |
| -------- | ------------------- | -------------- | -------------- | -------------- | -------------- | ----------------------- | --------------------------------------------------------- |
| 1979-80  | Cleveland Cavaliers | 37             | 45             | 45,1           | 82             | 4º in Central Division  | Manca i play-off                                          |
| 1980-81  | San Antonio Spurs   | 52             | 30             | 63,4           | 82             | 1º in Midwest Division  | Sconfitto alle Semifinali di Conference dai Rockets (3-4) |
| 1981-82  | San Antonio Spurs   | 48             | 34             | 58,5           | 82             | 1º in Midwest Division  | Sconfitto alle Finali di Conference dai Lakers (0-4)      |
| 1982-83  | San Antonio Spurs   | 53             | 29             | 64,6           | 82             | 1º in Midwest Division  | Sconfitto alle Finali di Conference dai Lakers (2-4)      |
| 1983-84  | N.J. Nets           | 45             | 37             | 54,9           | 82             | 4º in Atlantic Division | Sconfitto alle Semifinali di Conference dai Bucks (2-4)   |
| 1984-85  | N.J. Nets           | 42             | 40             | 51,2           | 82             | 3º in Atlantic Division | Sconfitto al primo round dagli Pistons (0-3)              |
| 1985-86  | Chicago Bulls       | 30             | 52             | 36,6           | 82             | 4º in Central Division  | Sconfitto al primo round dagli Celtics (0-3)              |
|          | Carriera            | 307            | 267            | 53,5           | 574            |                         |                                                           |